# Рейнбот, Павел Иванович
Павел Иванович Рейнбот (1839—1916) — русский педагог бухгалтерского учёта, действительный статский советник.

## Биография
Родился в 1839 году. Окончил в 1859 году Императорское коммерческое училище, сдал экзамен на право преподавания бухгалтерского учёта и состоял преподавателем бухгалтерии и коммерческих вычислений в различных учреждениях ведомства императрицы Марии, а также в родном коммерческом училище, где был преподавателем в течение 35 лет. Читал также лекции по бухгалтерии на женских педагогических курсах и в земледельческом (затем лесном) институте, исполняя, вместе с тем, обязанности эксперта в судебной палате, окружном и коммерческом судах.
С 25 декабря 1881 года — в чине действительного статского советника. Был награждён орденами: Св. Анны 2-й ст. (1872), Св. Владимира 3-й ст. (1879), Св. Станислава 1-й ст. (1887).
«Строго следуя принятой парадигме, он сводил предмет бухгалтерского учёта к изменениям в имуществе предприятия. В объяснении причин двойной записи он исходил из принципов персонификации, а целью её считал недопущение ошибок регистрации и системное выяснение причин прибылей и убытков». В деле промышленного учёта он считал целесообразным открывать аналитические счета не на все виды производимой продукции, а в разрезе центры ответственности (цехи, мастерские и т.д.), которые её изготавливали. Благодаря П. И. Рейнботу в России началось внедрение оперативного учёта.
П. И. Рейнбот критиковал систему тройного бухгалтерского учёта Ф. В. Езерского.
Умер в 1916 году.

## Семья
Был женат на Евгении Николаевне Константиновой. Их дети:
- Алексей (05.10.1866—?); с 25.04.1899 был женат на дочери купца 2-й гильдии Елене Михайловне Фёдоровой; 27.04.1900 у них родился сын Павел.
- Николай (04.12.1867—?)
- Михаил (30.09.1869—?); 29.04.1898 женился на домашней учительнице Александре Григорьевне Грюнберг; 21.05.1899 у них родился сын Борис.